# Nitril
Un nitril és una classe de composts químics orgànics que presenten un grup funcional format per un àtom de carboni unit a un àtom de nitrogen per un triple d'enllaç, amb fórmula {\displaystyle \mathrm {R\!-\!C\!\equiv \!N} }.

## Nomenclatura
Amb les normes de la IUPAC, els nitrils es poden anomenar substitutivament com es fa amb els àcids carboxílics i altres compostos relacionats. Els nitrils acíclics amb un o dos grups {\displaystyle \mathrm {-\!C\!\equiv \!N} } què es pot considerar que ha reemplaçat el(s) grup(s) –COOH d’un àcid carboxílic anomenat per la composició «àcid …–oic» o «àcid …–dioic» s’anomenen afegint el sufix «–nitril» o «–dinitril» al nom de l'hidrocarbur del qual es deriva el nom de l’àcid. Per exemple, butannitril {\displaystyle {\ce {CH3-CH2-CH2-C\!\equiv \!N}}} o propadinitril {\displaystyle {\ce {N\!\equiv \!C-CH2-C\!\equiv \!N}}}.

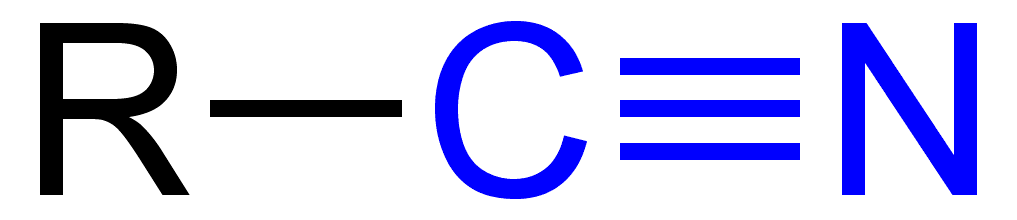
Nitril

Els nitrils en què el grup {\displaystyle \mathrm {-\!C\!\equiv \!N} } es pot considerar que ha substituït el grup –COOH d’un àcid amb un nom trivial conservat (àcid acètic, àcid succínic…) s’anomenen canviant la composició «àcid …–ic» o «àcid …–oic» del nom de l’àcid a «–onitril». En són exemples, acetonitril {\displaystyle {\ce {CH3-C\!\equiv \!N}}}, succinonitril {\displaystyle {\ce {N\!\equiv \!C-CH2-CH2-C\!\equiv \!N}}}. Els nitrils en els quals el grup {\displaystyle \mathrm {-\!C\!\equiv \!N} } es pot considerar que ha reemplaçat el(s) grup(s) –COOH d’un àcid anomenat amb la composició «àcid …-carboxílic» s’anomenen reemplaçant aquesta composició per «–carbonitril». Per exemple ciclohexancarbonitril {\displaystyle {\ce {C6H11-C\!\equiv \!N}}}.
Els noms de classe funcional per als nitrils d’estructura general {\displaystyle \mathrm {R\!-\!C\!\equiv \!N} } es formen esmentant el nom de classe cianur com a paraula separada seguit de la preposició de i del nom de prefix del grup R. Els compostos amb una estructura general com ara {\displaystyle {\ce {R-CO-C\!\equiv \!N}}} i {\displaystyle {\ce {R-SO2-C\!\equiv \!N}}} es poden anomenar d’una manera similar. Així tenim el cianur de metil {\displaystyle {\ce {CH3-C\!\equiv \!N}}} o el cianur de benzoïl {\displaystyle {\ce {C6H5-CO-C\!\equiv \!N}}}.
Si hi ha un grup amb prioritat per a ser esmentat com a grup característic principal o si tots els grups {\displaystyle \mathrm {-\!C\!\equiv \!N} } no es poden expressar com a grup característic principal, els grups {\displaystyle \mathrm {-\!C\!\equiv \!N} } es descriuen amb el prefix «ciano–.

## Síntesi de nitrils
Hi ha dos mètodes destacats per obtenir nitrils:

### Substitució nucleofílica d'halogenurs d'alquil

Preparació d'heptannitril per reacció del cianur de sodi (NaCN) amb 1-cloroheptà.

L'anió cianur {\displaystyle \mathrm {C\!\equiv \!N^{-}} } és un bon nucleòfil, i reacciona amb els halogenurs d'alquil formant nitrils. La reacció és del tipus SN2, i es limita a halogenurs d'alquil primaris i secundaris. Els halogenurs d'alquil terciaris pateixen eliminació, mentre que els halogenurs d'aril i de vinil no reaccionen.

### Formació de cianohidrines
El cianur d'hidrogen {\displaystyle {\ce {HCN}}} s'afegeix al grup carbonil dels aldehids i les cetones i s'obtenen nitrils.

## Reaccions del grup nitril
El grup nitril pot intervenir en diverses reaccions orgàniques:

### Hidròlisi

Hidròlisi en medi bàsic (superior) i en medi àcid (inferior).

Els nitrils es poden hidrolitzar per escalfament durant vàries hores amb aigua en medi bàsic i s'obtenen àcids carboxílics i amoníac {\displaystyle {\ce {NH3}}}. Si s'empra un medi àcid i escalfament s'obtenen àcids carboxílics i cations amoni {\displaystyle {\ce {NH4+}}}. Són reaccions irreversibles.

### Reducció

Esquema de la reducció d'un nitril amb hidrogen.

La reducció amb hidrogen {\displaystyle {\ce {H2}}} catalitzada amb níquel de Raney origina la corresponent amina primària. El grup nitril també pot ser reduït amb DIBAL-H, formant un aldehid.

### Addició nucleòfila

Addició d'un reactiu de Grignand.

L'enllaç triple carboni-nitrogen dels nitrils és molt menys reactiu cap a addició nucleofílica que l'enllaç doble dels aldehids i les cetones. No obstant això, els nucleòfils fortament bàsics, com els reactius de Grignard, sí que reaccionen amb els nitrils en una reacció que té valor en síntesi, ja que donen cetones.

### Reacció de Stephen

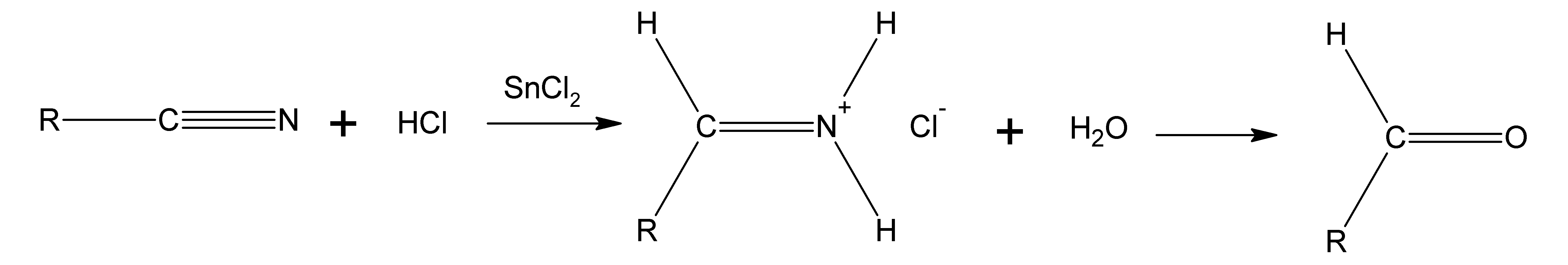
Reacció de Stephen

La reacció de Stephen fou introduïda pel químic anglès Henry Stephen (1889–1965) l’any 1925 per a la preparació d'aldehids aromàtics i alifàtics mitjançant la reducció dels corresponents nitrils amb el catió estany(2+) en medi clorhídric, i posterior hidròlisi de l’aldimina intermèdia.

## Aplicacions

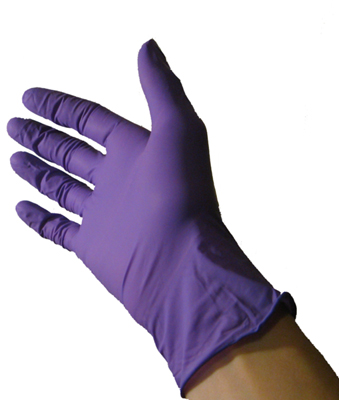
Guant de cautxú de nitril.

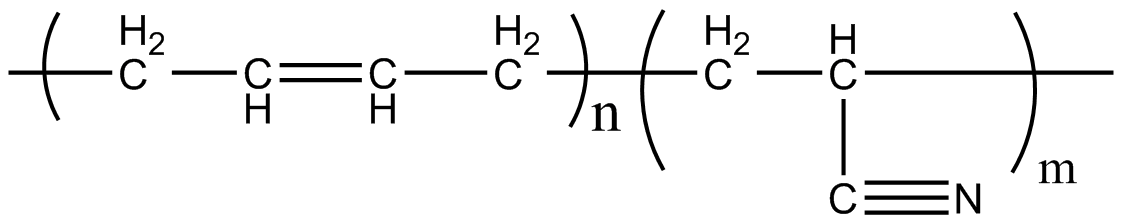
Cautxú de nitril.

Els nitrils són composts versàtils amb aplicacions en diferents camps de la química.

### Indústria
Molts nitrils s'utilitzen en química orgànica, inclosos com a dissolvents i sintons. L'acetonitril, el nitril orgànic més petit, es fa servir àmpliament en aplicacions de cromatografia en fase inversa o com a dissolvent orgànic. La química dels polímers ha proporcionat diversos polímers importants que contenen nitril, inclòs el poliacrilonitril, el poli(acrilonitril-co-butadiè-co-estirè), poli(estirè-co-acrilonitril) i el cautxú de nitril. Aquests polímers es poden funcionalitzar per proporcionar noves macromolècules amb propietats interessants. El cautxú de nitril, per exemple, és un substitut àmpliament emprat del làtex als guants de laboratori.

### Fàrmacs
La indústria farmacèutica és un usuari rellevant de nitrils, ja que molts productes farmacèutics contenen el grup funcional nitril. S'han identificat set rols per a la part de nitril: com (1) un bioisòster (grup funcional o substituent que produeix efectes biològics semblants a d'altres) de carbonil, (2) un substitut d'hidroxil i carboxil, (3) un grup extret d'electrons, (4) un isòster d'azometina-aigua (per a cianoquinolines i cianopiridines), (5) un anàleg d'estat de transició carboxil, (6) un bioisòster d'halògens i (7) un millorador dels perfils de toxicologia.

Donada la diversitat de rols biològics de la fracció nitril en fàrmacs, aquests compostos es troben en les receptes per a una gran varietat d'indicacions medicinals. Una revisió recent analitza més de 30 productes farmacèutics que contenen nitrils aprovats als EUA; citant propietats avantatjoses associades amb el grup funcional, com ara una afinitat d'unió millorada, un perfil farmacocinètic millorat i una reducció de la resistència als medicaments. Els exemples inclouen l'anastrozol, utilitzat per tractar el càncer de mama dependent d'estrògens, el verapamil, un agent antiarrítmic utilitzat contra angina de pit i tofacitinib, un inhibidor de la cinasa JAK, o cinasa Janus, utilitzat per tractar l'artritis reumatoide, l'artritis psoriàsica i la colitis ulcerosa.

Anastrozol.
Verapamil
Tofacitinib.
Remdesivir.